# Ludovic Delporte
Ludovic Delporte (* 6. Februar 1980 in Sainte-Catherine) ist ein ehemaliger französischer Fußballspieler, der bei SCO Angers spielt.

## Spielerkarriere
Seine Karriere fing für Ludovic Delporte beim französischen Ligue 1-Club RC Lens an. In den beiden Jahren, die er dort zunächst spielte (1998–2000), konnte er sich jedoch nicht durchsetzen. Es folgte der Wechsel zu Zweitligist Stade Laval. Dort empfahl er sich als Stammspieler, um nur ein Jahr später nach Spanien zu Racing de Ferrol zu wechseln. Dies war nicht ungewöhnlich, da die Galicier intensiv den französischen Spielermarkt beobachten.
Es folgte der Wechsel zum damaligen Erstligisten Albacete Balompié. Dort kam er regelmäßig zum Einsatz und bewies seinen Kritikern, dass man mit ihm auch in höheren Ligen rechnen müsse. Nach dem Abstieg Albacetes musste er umdenken, da er unbedingt in der Liga bleiben wollte. Im Sommer 2004 ging er schließlich zu CA Osasuna, mit dem er 2006/07 sogar das UEFA-Cup-Halbfinale erreichte.